# Esther Razanadrasoa
Esther Razanadrasoa, född 1892, död 1931, var en madagaskisk poet och författare på det madagaskiska språket under psedonymen Anja-Z. Hon var redaktör för den litterära tidningen Tsara Hafatra, som hon grundade 1926 tillsammans med poeten Victor Malvoisin.
Enligt poeten och vännen Jean-Joseph Rabearivelo var Razanadrasoa den första kvinnan ur den malagassiska Hova-klassen som skrev litteratur. Hon skrev en roman, Rasolihanta, men sammanställde framförallt mycket malagassisk poesi och grundade flera tidskrifter.
Esther Razanadrasoa dog i sviterna av en abort, möjligtvis bärande på Rabearivelos barn.